# اکسیس پرکاشن
اکسیس پرکاشن (به انگلیسی: Axis Percussion) یک شرکت آمریکایی متخصص در ساخت پدال و سخت‌افزار درام است.
هدف این شرکت ایجاد محصولاتی با کیفیت بالای ساخت و استفاده از آلومینیم و فولاد درجه یک صنعت هوانوردی است.
از کاربران محصولات اکسیس می‌توان به تیم واترسون (Tim Waterson) (دارنده عنوان سابق "سریع‌ترین درامر جهان") که می‌تواند ۱۴۰۷ ضربه دو ضرب در دقیقه (حدود ۳۵۲ تمپو) و ۱۰۳۰ تک ضربه در دقیقه (حدود ۲۵۸ تمپو) بزند و تیم "میسایل" یونگ (Tim "The Missile" Yeung) (برنده سریعترین درامر جهان در سال ۲۰۰۶) که از همان پدال‌ها برای زدن ۸۷۲ ضربه در دقیقه (۲۱۸ تمپو) استفاده کرده است، اشاره کرد.